# Puzzle River
Der Puzzle River ist ein Fluss im Süden des australischen Bundesstaates Tasmanien.

## Geografie
Der zwölf Kilometer lange Puzzle River entspringt an den Osthängen der Russell Ridge östlich des Southwest-Nationalparks. Von dort fließt er nach Norden bis zu seiner Mündung in den Plenty River, rund vier Kilometer südlich des Holness Hills.